# Plano Diretor de Belo Horizonte
O Plano Diretor de Belo Horizonte é um instrumento legal que estabelece diretrizes, normas e critérios para o desenvolvimento urbano do município de Belo Horizonte, MG, Brasil. É uma lei municipal que orienta a ocupação e o uso do solo na cidade, indicando as diretrizes e os instrumentos necessários para que o crescimento urbano seja ordenado, com justiça social e equilíbrio ambiental, e para que a cidade possa cumprir suas funções sociais e ambientais. O Plano Diretor é atualmente estabelecido pela Lei Municipal nº 11.181/19.

## Antecedentes

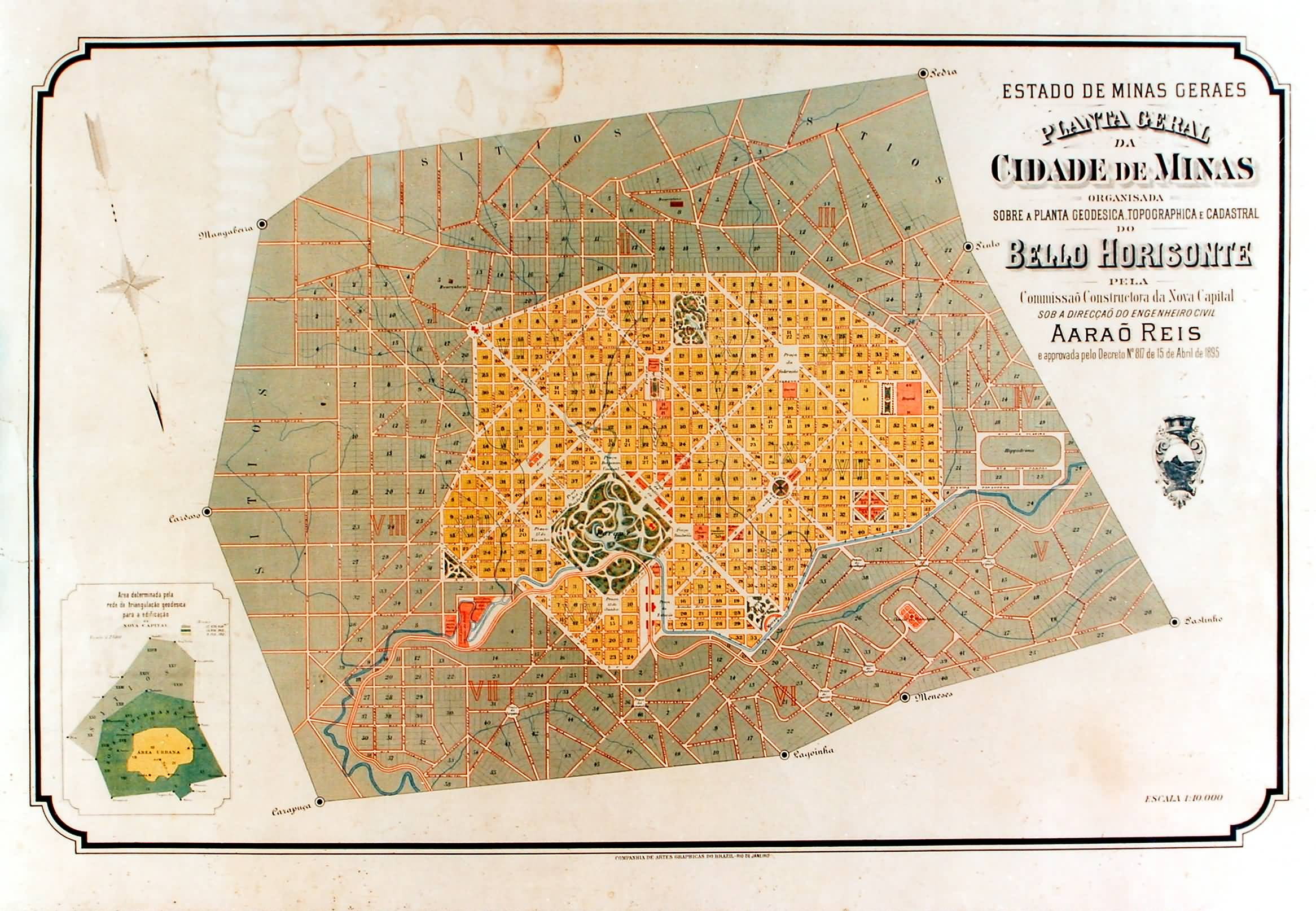
Primeira planta da cidade planejada de Belo Horizonte, elaborada por Aarão Reis na década de 1890.

Desde pelo menos o final da década de 1950, arquitetos mineiros como Sylvio de Vasconcellos pleiteavam que a cidade de Belo Horizonte aprovasse um Plano Diretor próprio. Com a chegada ao poder da ditadura militar após o golpe militar de 1964, a idéia de planejamento urbano baseada em plano diretor foi considerada obsoleta em favor de um planejamento nacional centralizador, o que, no âmbito urbanístico, perdurou até o começo da década de 1970.
Neste contexto centralizador, o governo federal criou o Planbel, em 1974, com o objetivo de ordenar o planejamento urbano da Região Metropolitana de Belo Horizonte. O órgão foi responsável, juntamente com a Prefeitura de Belo Horizonte, por elaborar a primeira Lei de Uso e Ocupação do Solo da cidade, Lei Municipal nº 2.662, aprovada em 1976 e regulamentada em 1977. A lei não era, ainda, um Plano Diretor, por tratar apenas do uso e da ocupação do solo, não tratando de temas como mobilidade e equipamentos públicos.

## Plano Diretor de 1996
O primeiro Plano Diretor de Belo Horizonte foi aprovado em 1996, através da Lei Municipal nº 7.165, durante a gestão do prefeito Patrus Ananias. Esse plano estabelecia as diretrizes para o desenvolvimento urbano do município de Belo Horizonte, com o objetivo de orientar a ocupação e o uso do solo na cidade de forma mais ordenada e equilibrada.
Entre os principais temas abordados pelo Plano Diretor de 1996 estavam a gestão territorial, a infraestrutura urbana, o meio ambiente, o patrimônio histórico e cultural, a habitação, o transporte público e a mobilidade urbana, entre outros. O plano também estabeleceu instrumentos de gestão urbana responsáveis por regular o uso do solo, sendo regulamentados pela Lei Municipal 7.166/96, aprovada em concomitância como Plano Diretor.
O Plano Diretor de 1996 foi resultado de um processo de discussão e participação da sociedade civil, que teve a participação de diversos segmentos da sociedade, como associações de moradores, entidades empresariais, universidades e instituições públicas.
O plano de 1996 passou por diversas alterações e vigorou até a aprovação da Lei Municipal nº 11.181/19, após período de seis meses de vacatio legis, entrando em vigor em 5 de fevereiro de 2020.

## Plano Diretor de 2019

### IV Conferência Municipal de Política Urbana
A IV Conferência Municipal de Política Urbana de Belo Horizonte foi o ponto de partida da criação do novo Plano Diretor da cidade. Realizada em 2014, a conferência reuniu representantes da sociedade civil, do setor empresarial e do poder público para discutir e propor diretrizes para o desenvolvimento urbano de Belo Horizonte.
A partir das discussões realizadas na conferência, foi elaborada uma proposta de novo Plano Diretor, que foi submetida à consulta pública e posteriormente encaminhada para a Câmara Municipal. O projeto foi aprovado em 2019, através da Lei Municipal nº 11.181/19, que instituiu o Plano Diretor de Belo Horizonte para os próximos anos.
Entre as principais contribuições da IV Conferência Municipal de Política Urbana para o novo Plano Diretor de Belo Horizonte estão a definição de estratégias para o desenvolvimento urbano sustentável, a inclusão de novas áreas de proteção ambiental, a ampliação das áreas destinadas à habitação social e a criação de mecanismos para incentivar a participação da sociedade civil nas decisões sobre o desenvolvimento urbano da cidade.
A Conferência foi marcada por intensa polêmica, envolvendo inclusive liminares por sua suspensão, particularmente em função da proposta de adoção do instrumento de Outorga onerosa do direito de construir, previsto pelo Estatuto da Cidade. Movimentos empresariais chegaram a abandonara a conferência com o intuito de esvaziá-la e impedir, assim, a implementação da outorga.
Após anos de tramitação de confrontos, o então prefeito da cidade, Alexandre Kalil, levou adiante a tramitação e conseguiu a aprovação do Projeto de Lei em 2019, com 35 votos favoráveis de um total de 41 vereadores, a despeito da resistência da classe empresarial.

## Instrumentos utilizados
O Plano Diretor de Belo Horizonte se baseia em grande parte no zoneamento euclidiano, em que a cidade é dividida em zonas com parâmetros homogêneos para parcelamento, uso e ocupação do solo. Dentre os principais instrumentos utilizados estão o Coeficiente de aproveitamento, a taxa de permeabilidade, a Transferência do direito de construir e a Outorga onerosa do direito de construir.

### Coeficiente de aproveitamento
Um dos principais instrumentos utilizados pelo planejamento urbano em Belo Horizonte, desde a Lei de Uso e Ocupação do Solo de 1976, é o coeficiente de aproveitamento. Antes sem limites, o CA máximo autorizado pela primeira lei chegava até a 8,0 (permitindo edificar até 8 vezes a área do terreno nas áreas mais densas). Com o Plano Diretor de 1996, o máximo foi reduzido para 3,0, caindo para 2,7 em 2010.
O Plano Diretor de 2019 trouxe o princípio de formação de centralidades, estimulando adensamentos maiores em locais estratégicos da cidade, e passou a permitir CA máximo de até 5,5 nestas regiões (sendo 4,6 obtidos pela aquisição de Outorga Onerosa, 5,0 com a adição de TDC e 5,5 com a adição do Benefício de Produção Habitacional, o BPH).

### Outorga Onerosa do Direito de Construir (OODC)
Lei Municipal nº 9.959/2010, que alterou o Plano Diretor de 1996, instituiu o instrumento da Outorga Onerosa do Direito de Construir, previsto no Estatuto da Cidade. Por este instrumento, o Coeficiente de Aproveitamento (CA) passa a ser dividido em básico (CAbas) e máximo (CAmáx), sendo a utilização do básico gratuita, com a possibilidade de elevação do potencial até o máximo de forma onerosa. O instrumento não chegou, no entanto, a ser implementado durante a vigência da lei, em função de sua falta de regulamentação.
Com o Plano Diretor de 2019, o instrumento foi aprovado como elemento central, sendo regulamentado já no momento da entrada em vigor da lei por meio da Lei Municipal nº 11.216/20.
O Plano, que entrou em vigor em 5 de fevereiro de 2020 após período de vacatio legis, previu período de transição de 3 anos em que vigorariam os CAbas da lei anterior, mas já sendo permitida a aquisição de OODC para atingir o CAmáx.
Durante o período, a TDC foi inicialmente utilizada prioritariamente como instrumento de superação do potencial básico, sendo utilizada em 77% dos projetos aprovados no primeiro ano (2020). A partir de 2022, com a adequação do preço da TDC, que é transacionada livremente no mercado, a OODC passou a ser adquirida com maior intensidade, atingindo quase R$ 14 milhões em projetos protocolados no ano.
| Ano  | OODC adquirida   |
| ---- | ---------------- |
| 2020 | R$ 407.037,14    |
| 2021 | R$ 440.473.31    |
| 2022 | R$ 13.993.453,84 |